# Жоливе (Мёрт и Мозель)
Жоливе́ (фр. Jolivet) — коммуна во французском департаменте Мёрт и Мозель региона Лотарингия. Относится к кантону Люневиль-Сюд.

## География
Жоливе расположен в 26 км к востоку от Нанси и является северным пригородом Люневиля. Соседние коммуны: Бонвиллер и Бьянвиль-ла-Петит на севере, Крьон и Сьонвиллер на северо-востоке, Шантеё и Круамар на востоке, Люневиль на юге, Витримон на западе, Дёвиль на северо-западе.

## История
- Название коммуны Жоливе (Jolivet) произошло от прозвища холма, данное последним герцогом Лотарингии Станиславом Лещинским, который любил охотиться в здешних местах. Он говорил " au mont joli, je vais ", что, в конечном итоге, и дало название соседней деревне.

## Демография
Население коммуны на 2010 год составляло 869 человек.
| 1962 | 1968 | 1975 | 1982 | 1990 | 1999 | 2010 |
| ---- | ---- | ---- | ---- | ---- | ---- | ---- |
| 415  | 412  | 415  | 845  | 834  | 836  | 869  |

## Достопримечательности
- Замок в бывшем соседнем Ювиллере был сооружён в 1719 году маркизом де Ламберти. Позже он перешёл к Станиславу Лещинскому в 1740 году, который его значительно украсил. Впоследствии замок оказался заброшен и полностью разрушен в 1808 году.